# Брунджадзе, Васпия Ибраимовна
Васпия Ибраимовна Брунджадзе (1 января 1932 года, село Ортабатуми, Батумский район, АССР Аджаристан, ССР Грузия — 2012 год, Батуми, Аджария, Грузия) — колхозница колхоза имени Берия Батумского района Аджарской АССР, Грузинская ССР. Герой Социалистического Труда (1949).

## Биография
Родилась в 1932 году в крестьянской семье в селе Ортабатуми (позднее вошло в состав городских границ Батуми под наименованием Батум-Орта; сегодня — северная часть города Чаисубани). После окончания местной школы с 1946 года трудилась на чайной плантации колхоза имени Берия Батумского района.
В 1948 году, будучи 16-летнем подростком, собрала 6318 килограмм чайного листа на участке площадью 0,5 гектаров. Указом Президиума Верховного Совета СССР от 29 августа 1949 года удостоена звания Героя Социалистического Труда за «получение высоких урожаев сортового зелёного чайного листа и табака в 1948 году» с вручением ордена Ленина и золотой медали «Серп и Молот» (№ 4498).
Этим же Указом званием Героя Социалистического Труда была награждена колхозница колхоза имени Берия Хурие Хусеиновна Родинадзе.
После выхода на пенсию трудилась в колхозе до 1984 года. С 1981 года — персональный пенсионер союзного значения. Проживала в Батуми, где умерла в 2012 году.
Награды
- Герой Социалистического Труда
- Орден Ленина
- Орден Трудового Красного Знамени (19.07.1950)
- Орден Октябрьской Революции (08.04.1971)